# Гухман Борис Адольфович
Борис Адольфович Гухман (1898, Баку) — меншовик. Член Всеукраїнського Центрального Виконавчого Комітету ВУЦВК.

## Життєпис
Народився в 1898 році в місті Баку. Там же закінчив і гімназію, його батько був інженером, і до його смерті в 1914 році він жив на заводі. Після чого його сім'я переїхала в Санкт-Петербург, а він залишився в Баку кінчати гімназію.
Лютнева революція застала його в Баку, де він брав активну участь в учнівських організаціях. У травні 1917 року він переїхав до Петрограда і вступив до університету. Одночасно він працював у відділі праці ВЦВК I скликання та у грудні 1917 року був призначений членом ВУЦВК. З реорганізацією відділу праці ВЦВК у міністерство праці він перейшов туди.
Жовтнева революція його застала в Петрограді, але вже в листопаді 1918 р він поїхав відвести матір, яка хворіла, в Баку де він залишився до червня 1918 р. працював в комітеті праці і на біржі праці, а потім, не бажаючи потрапити в полон до турків і вважаючи, що в Баку більше робити нічого, він з дозволу Степана Шаумяна з листом від М. Н. Мандельштама поїхав до Москви.
Де він працював до лютого 1919 в наркоматі праці, у відділі статистики, після чого поїхав до Саратова, де був заступником завідувача відділу праці та заступником попереднього губернського комітету праці до взяття Баку більшовиками. Після цього, в травні 1920 року він поїхав у Баку, де організував Азербайджанське, а потім Закавказьке бюро статистики праці. Там же він в 1923 році закінчив політехнікум.
У 1923 році переїхав до Москви, де працював в Держплані, спочатку в статистично-економічній секції, потім в комісії з контрольних цифр, потім в Центральному плановому бюро. У 1925 році з організацією робіт з контрольним цифрам став працювати з Володимиром Громаном, який керував цими роботами.
10 серпня 1930 року — заарештований.
9 березня 1931 року — засуджений Колегією ОДПУ при РНК СРСР за статтею 58-4 КК РРФСР до вісьми років.

## Автор наукових праць
- Численность и заработная плата пролетариата СССР, Борис Адольфович Гухман, Вопросы труда, 1925
- Основные вопросы экономики СССР в таблицах и диаграммах : Контрольные цифры на 1927/28 г. и сравнительные данные за 1913, 1924/25, 1925/26 и 1926/27 гг. / Составил Б. А. Гухман под ред. В. Г. Громана